# Nitrifikáló baktérium
Olyan kemoszintetizáló baktériumok, amelyek képesek maguknak nitrifikációval energiát nyerni. Ide tartoznak az ammónia-oxidáló, valamint a nitrit-oxidáló baktériumok. Ehhez a képességükhöz komplex, különleges előforduló membrán- és enzimrendszerrel rendelkeznek. Nagy szerepet játszanak a természet nitrogénkörforgásában, valamint a legtöbb többsejtű élőlény túléléséhez elengedhetetlenek. Az emberi szervezetben is, főleg a bélrendszerben (főleg a vékonybelekben) relatív nagy mennyiségben élnek szimbiótaként.